# Bentleyville (Pennsylvania)
Bentleyville è un comune (borough) degli Stati Uniti d'America, situato nello stato della Pennsylvania, nella contea di Washington.